# Schmitt Mesa
Die Schmitt Mesa ist ein rund 1000 m hoher Tafelberg im Südosten des Palmerlands auf der Antarktischen Halbinsel. Die 24 km lange und 8 km breite Formation bildet den Südrand der Latady Mountains.
Der United States Geological Survey kartierte ihn anhand eigener Vermessungen und Luftaufnahmen der United States Navy aus den Jahren von 1961 bis 1967. Das Advisory Committee on Antarctic Names benannte den Berg 1968 nach dem US-amerikanischen Meeresbiologen Waldo Lasalle Schmitt (1887–1977) von der Smithsonian Institution, der 1927 an einer Expedition nach Deception Island teilgenommen hatte sowie zwischen 1962 und 1963 Teilnehmer an einer Forschungsfahrt zur Marguerite Bay und ins Weddell-Meer war.